# لوئیس آسودو
لوئیس آسودو (انگلیسی: Luis Acevedo؛ زادهٔ ۵ اکتبر ۱۹۹۶) بازیکن فوتبال اهل اروگوئه است که در پست مهاجم در پریمرا بی شیلی برای باشگاه دپورتز تموکو بازی می‌کند.